# Henti
Henti o Hinti fue una reina hitita, segunda esposa del rey Suppiluliuma I. Asumió su papel como tawananna después de la muerte de Daduhepa, la madre del rey. Henti dio a luz a cinco hijos con Suppiluliuma: Arnuwanda II, Telepinu, Piyassili, Mursili II y Zannanza. Dos de sus hijos accedieron al trono, Arnuwanda y Mursili II.
A menudo se la llama la "reina desaparecida" pues se desvaneció su presencia poco antes del matrimonio diplomático de conveniencia de Suppiluliuma con la princesa de Babilonia Mal-Nikal (Malnigal), que la sucedería como reina y tawananna. Los historiadores teorizan que, probablemente, Henti fue desterrada para que su marido asegurase la alianza con el rey de Babilonia Burna-Buriash II, padre de Mal-Nikal.
Esta versión parece factible pues es conocido que Suppiluliuma era un hombre despiadado, famoso por haber derrocado a su hermano Tudhaliya el Joven que era el heredero legítimo del trono.

## Cultura popular
En la ficción, la reina Henti es también un personaje en el manga de ficción histórica Red River.